# ヘルムート・ルーマン
ヘルムート・ルーマン（Helmut Ruhemann、1891年 - 1973年）は終生にわたって優れた技術を持っていたと評価されている、ドイツの絵画保存修復師。ベルリンで生まれ、カールスルーエ、ミュンヘン、パリで教育を受けた。ルーマンは、X線をアート研究の道具として普及させた。彼が修復した作品の一つに、ロヒール・ファン・デル・ウェイデンの『聖母を描く聖ルカ』が知られている。
1933年、ルーマンはドイツの政治に懸念を示し、イングランドに移り住んだ。1934年よりロンドンのナショナル・ギャラリーの修復師となり、1939年からウェールズとテート・ギャラリーで戦中を過ごした。